# Bryggen
Bryggen (tiếng Na Uy có nghĩa là bến tàu), còn được gọi là Tyskebryggen (bến tàu Đức) là một loạt các tòa nhà thương mại di sản của Liên minh Hanse nằm dọc theo bờ phía đông của vịnh hẹp Vågen, ở thành phố Bergen, Na Uy. Bryggen được UNESCO công nhận là Di sản thế giới từ năm 1979.
Thành phố Bergen được thành lập vào khoảng năm 1070 trong ranh giới của Tyskebryggen. Khoảng năm 1350, một Kontor của Liên minh Hanse được thành lập ở đó và Tyskebryggen trở thành trung tâm của các hoạt động thương mại của Liên minh Hanse ở Na Uy. Ngày nay, Bryggen có nhà bảo tàng, cửa hàng, nhà hàng và quán rượu.

## Lịch sử
Thành phố Bergen được thành lập năm 1070. Sau đó vào thời Trung Cổ, Bryggen bao trùm tất cả các tòa nhà giữa phố Stretet (Øvregaten) và bờ biển từ Holmen ở phía bắc cho đến Vågsbunnen ở phía nam. Trong khu vực này, thành phố đã được thành lập.
Các ngôi nhà của Liên minh Hanse được dựng lên ở khu bến tàu dành cho các thương gia, nhất là thương gia người Đức. Các nhà kho chứa đầy hàng hóa, nhất là cá từ vùng bắc Na Uy và ngũ cốc của châu Âu. Từ năm 1360 tới năm 1754, Bryggen là trụ sở của Liên minh Hanse tại Na Uy.
Trong quá trình lịch sử, Bergen đã bị nhiều trận hỏa hoạn, vì phần lớn các nhà đều làm bằng gỗ. Khu Bryggen cũng chịu chung số phận như vậy. Ngày nay chỉ còn khoảng 25% nhà còn lại sau năm 1702, năm mà các nhà kho và nhà của thương gia bị thiêu rụi. Phần lớn nhà ngày nay ở khu này đều là những nhà mới xây dựng năm 1901 theo thiết kế của kiến trúc sư Jens Zetlitz Monrad Kielland. Trong dịp này, một số nhà bằng gỗ thời xưa đã bị hư hại ít nhiều, cũng được phá đi, tuy nhiên cũng còn vài tầng hầm bằng đá từ thế kỷ 15.
Một phần nhà của khu Bryggen lại bị trận hỏa hoạn năm 1955 thiêu hủy. Phần đất này đã được dùng để xây nhà bảo tàng Bryggen, chứa các di tích khảo cổ cùng với vài nhà bằng gỗ theo kiểu xưa (6 nhà ở phía bên trái trong hình ở dưới).
Ngày nay, Bryggen là khu dành cho khách du lịch với nhiều tiệm bán đồ lưu niệm, tiệm ăn, khách sạn vv... 

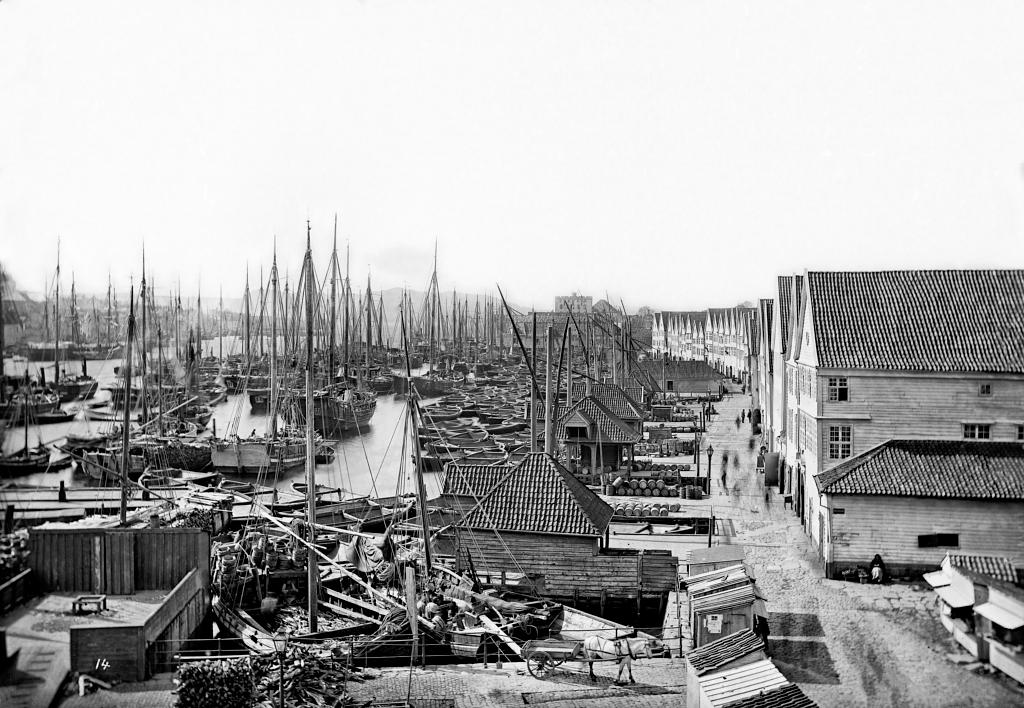
Bryggen 1866

## Các ngôi nhà khác
- Nhà thờ Đức Bà, từ năm 1408 tới 1766 là nhà thờ của Liên minh Hanse và có các nghi lễ bằng tiếng Đức.
- Nhà bảo tàng Bryggen, xây trên khu đất bị hỏa hoạn năm 1955.
- Nhà bảo tàng Hanse, ở gần chợ cá.

## Hình ảnh

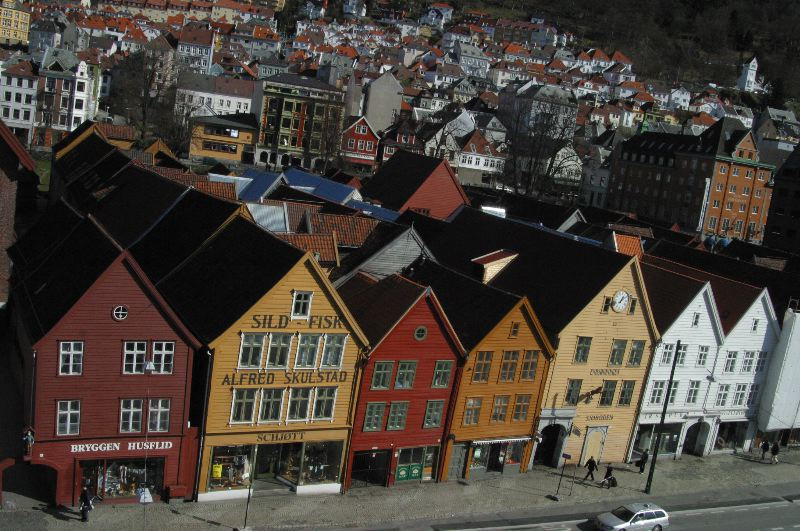
Bryggen nhìn từ phía trên
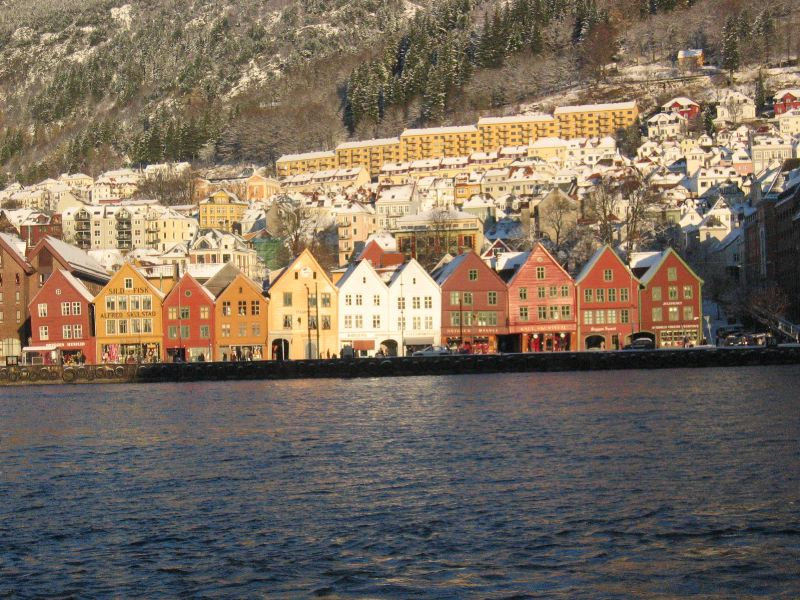
Bryggen nhìn từ bãi biển
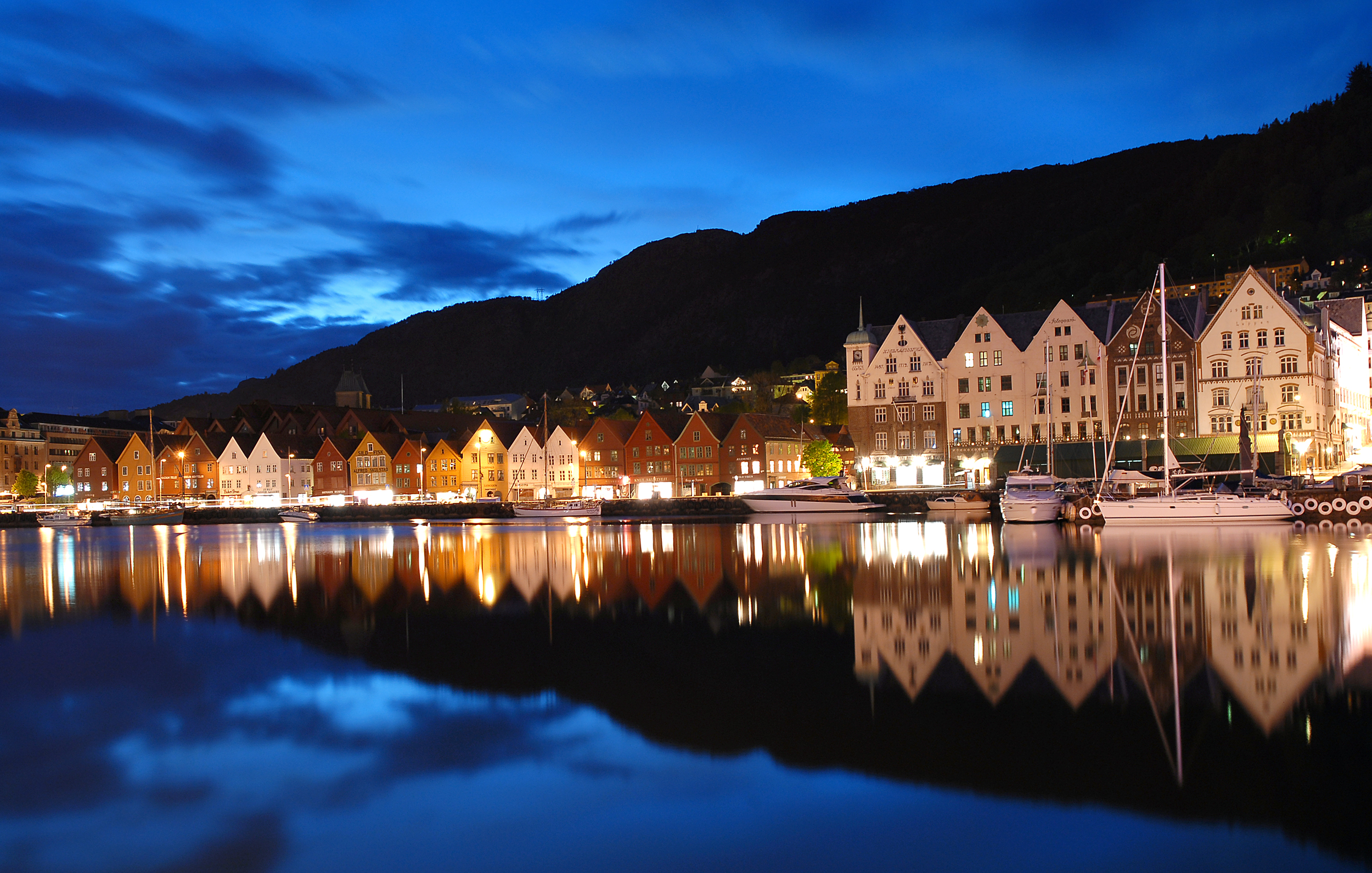
Bryggen ban đêm
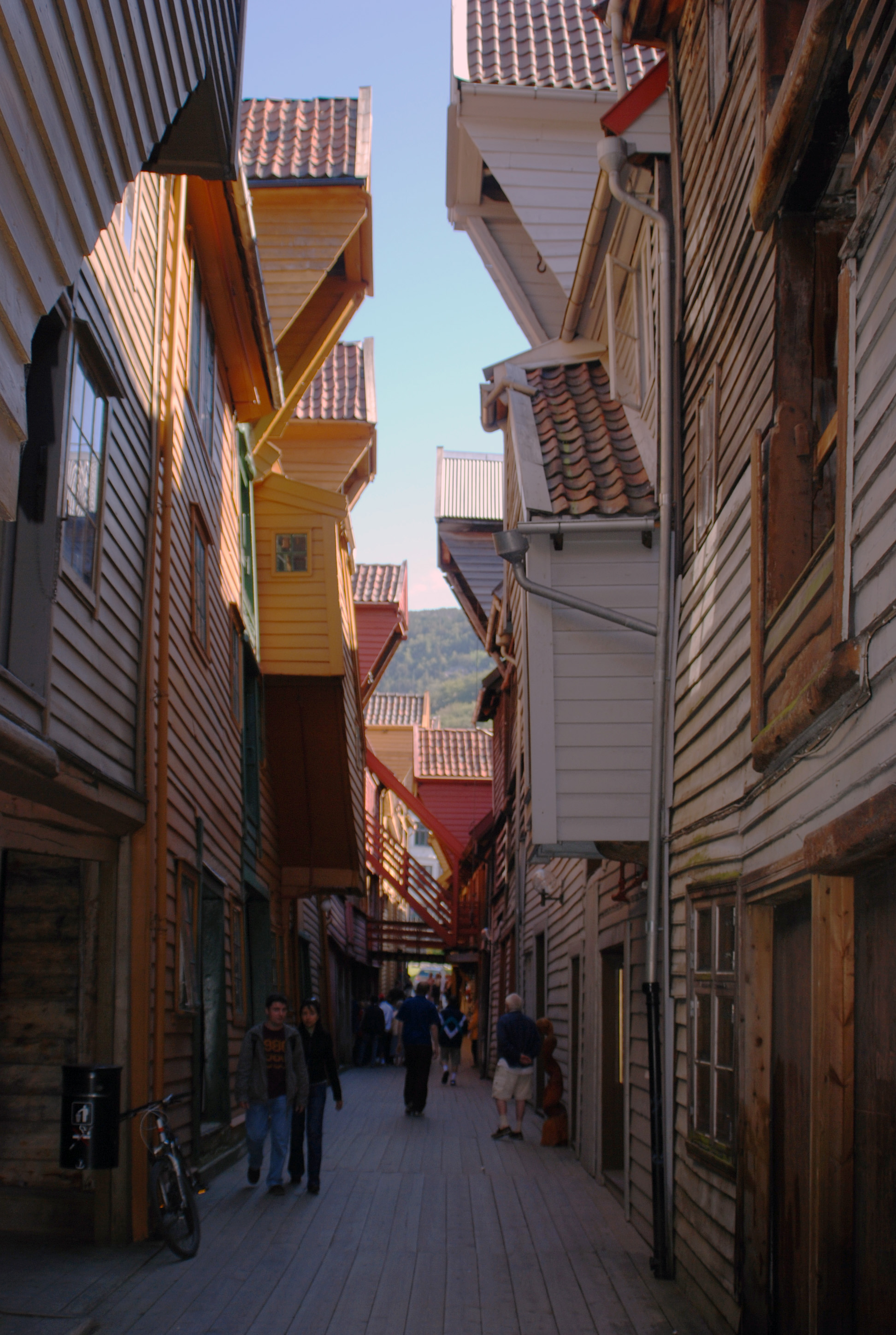

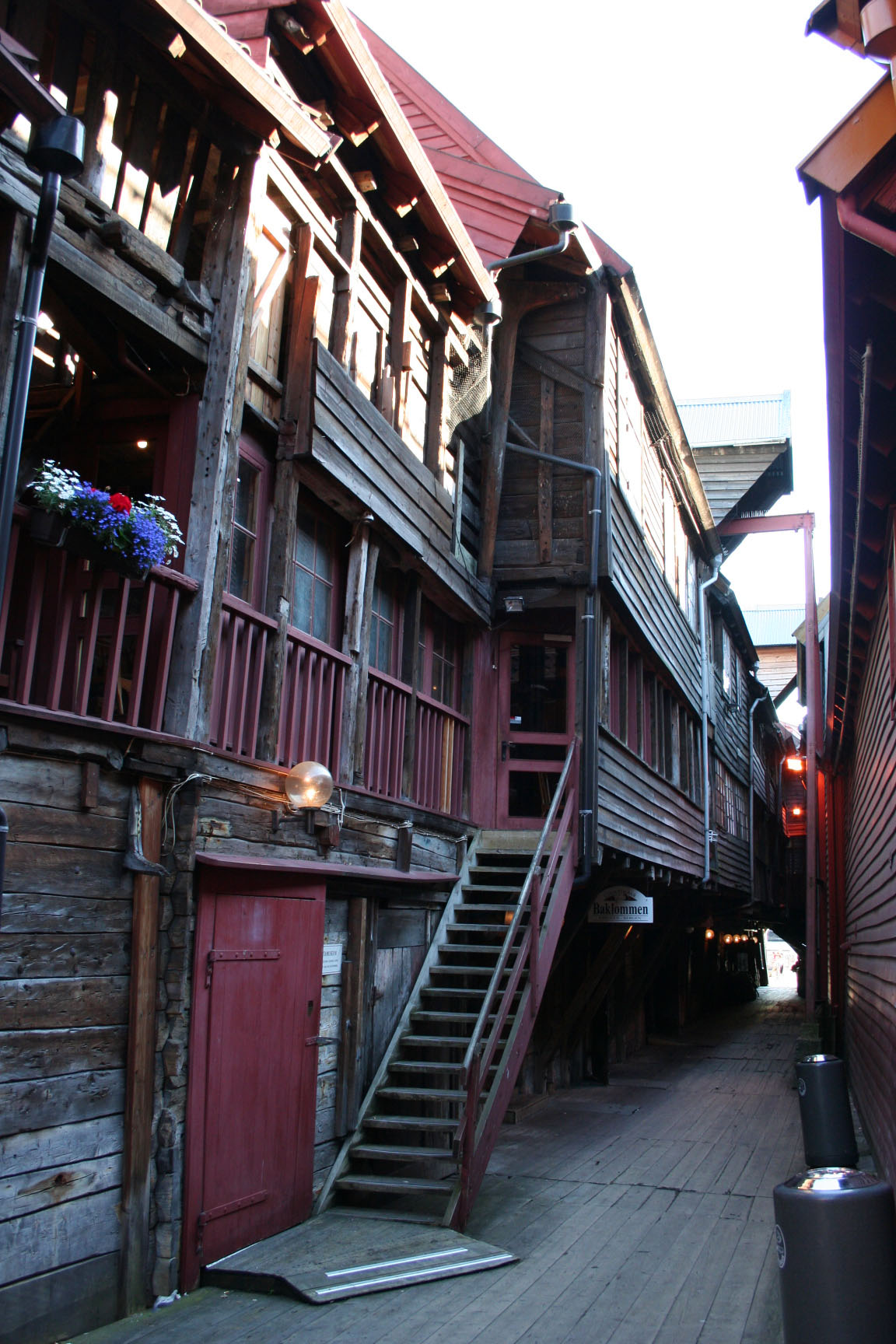
Lối đi giữa các nhà
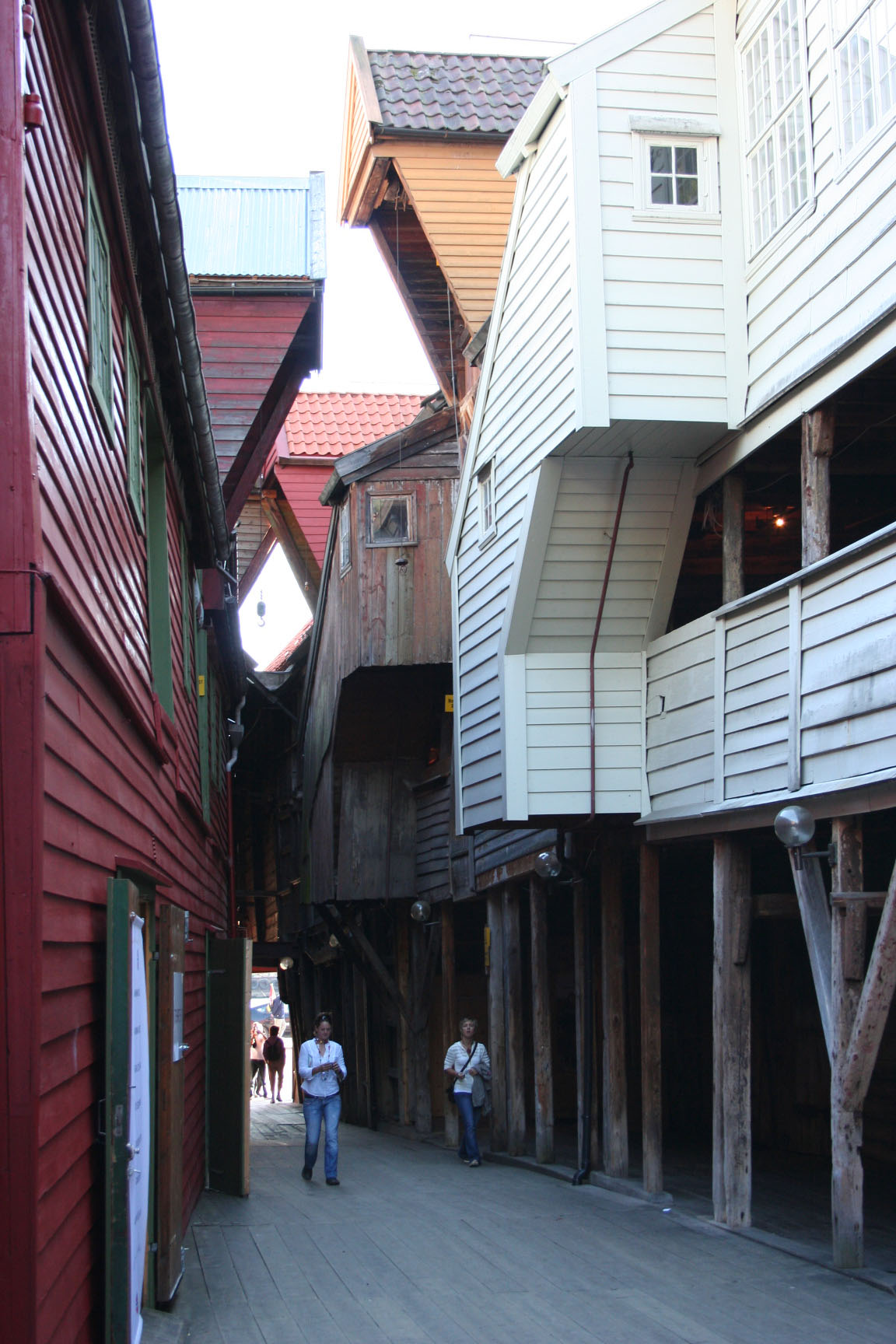
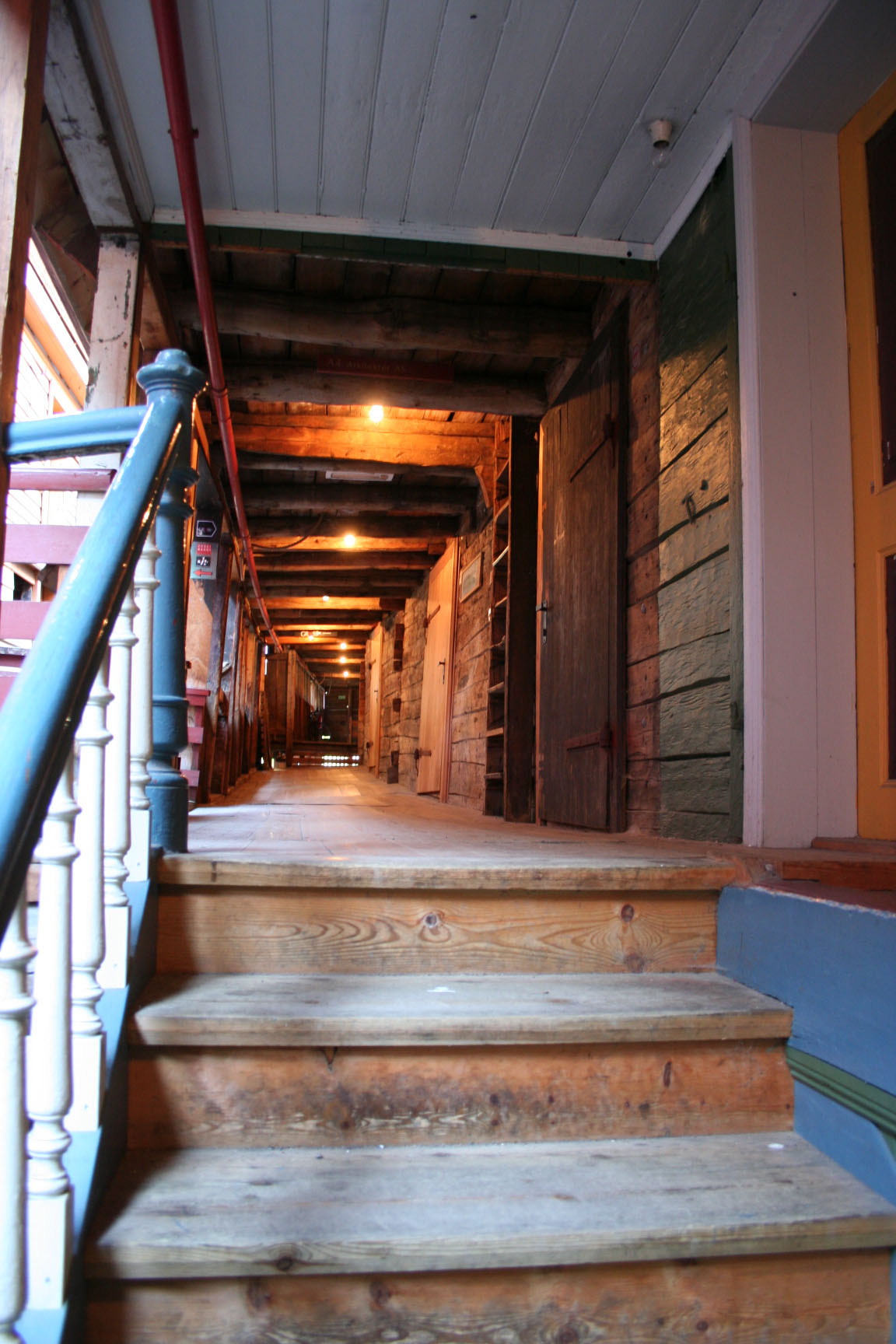
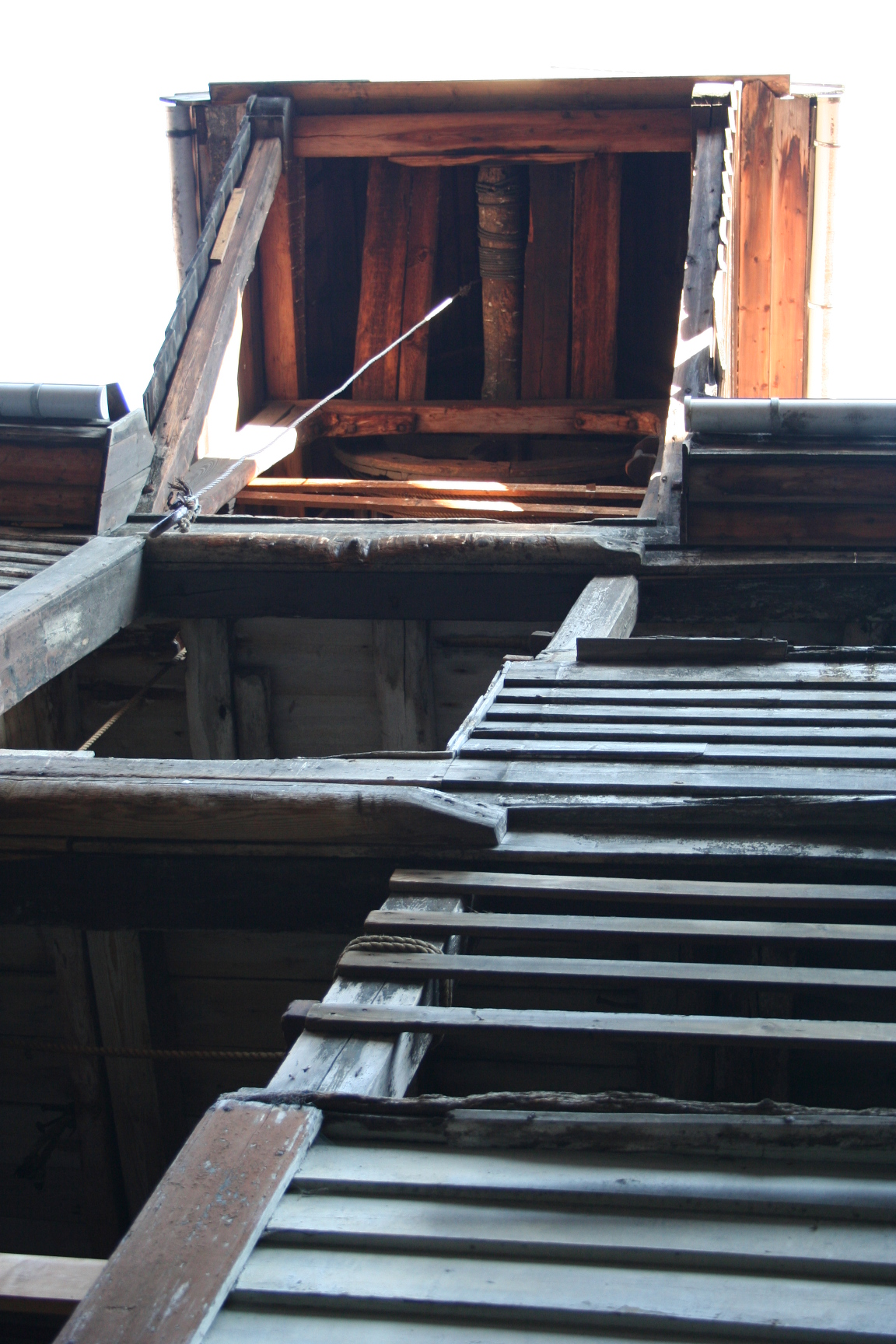

## Văn học
- Helle, K. m.fl.; Bryggen: hanseatenes kontor i Bergen i Det Hanseatiske museums skrifter; 23 Bergen 1981
- Herteig, Asbjørn.E.; Bryggen i Bergen Bergen 1961
- Koren-Wiberg, C.; Det tyske Kontor i Bergen: Tegninger med Beskrivelse i Det Hanseatiske museums skrifter; 1 Bergen 1891
- Koren-Wiberg, C.; Bidrag til Bergens kulturhistorie i Det Hanseatiske museums skrifter; 2 Bergen 1908
- Koren-Wiberg, C.; Bergensk kulturhistorie  i Hanseatisk museums skrifter; 3 Bergen 1921
- Lorentzen, Bernt; Gård og grunn i Bergen i middelalderen  i Det Hanseatiske Museums skrifter; 16 Bergen 1952
- Trebbi, M.; Bryggen i Bergen Oslo 1997 (ARFO) ISBN 82-91399-04-2
- Burkhardt, Mike; Policy. Business. Privacy - contacts made by the merchants of the Hanse Kontor in Bergen in the Late Middle Ages, in: Brand Hanno (Hg.), Trade, Diplomacy and Cultural Exchange. Continuity and Change in the North Sea area and the Baltic c. 1350-1750, Hilversum 2005, S. 136-151.
- Burkhardt, Mike; Das Hansekontor in Bergen im Spätmittelalter - Organisation und Struktur, in: Hansische Geschichtsblätter 124 (2006), S. 22-71.